# Haushaltsunterlage Bau
Die Haushaltsunterlage Bau (HU-Bau) ist die Bezeichnung für eine
Sammlung von Unterlagen, mit denen gemäß Bundesrecht bis 2001 Haushaltsmittel für öffentliche Baumaßnahmen beantragt werden mussten.

## Verwendung
Die Haushaltsunterlage Bau wurde auf Bundesebene 2001 durch die Entwurfsunterlage Bau (EW-Bau) ersetzt. Viele deutsche Bundesländer haben die neue EW-Bau übernommen, die alte HU-Bau wird aber z. B. in der RLBau Rheinland-Pfalz, noch verwendet. Die haushaltsmäßige Anerkennung der HU-Bau, auf Basis einer Kostenberechnung, ist mittlerweile Bestandteil der Entscheidungsunterlage Bau (ES-Bau), auf Basis einer Kostenschätzung.
Zitat aus dem Vorwort zur 17. Austauschlieferung der Richtlinien für die Durchführung von Bauaufgaben des Bundes (RBBau), Grundwerk bis 17. Austauschlieferung, Hrsg. Bundesministerium für Verkehr, Bau und Stadtentwicklung, S. 3:
„Mit der 17. Austauschlieferung der Richtlinien für die Durchführung von Bauaufgaben des Bundes (RBBau) liegt nunmehr das insgesamt überarbeitete Regelwerk für die Beantragung und Bereitstellung von Haushaltsmitteln des Bundes für Große und Kleine Neu-, Um- und Erweiterungsbauten sowie für die Bauunterhaltung vor. Zentraler Bereich der Deregulierung der RBBau ist die mit Erlass vom 29. Oktober 2001 neu geordnete Veranschlagung der Kosten von Großen Neu-, Um- und Erweiterungsbauten und deren Einstellung in den Bundeshaushalt. Das Verfahren für die haushaltsmäßige Anerkennung wird auf der Grundlage des § 24 der Bundeshaushaltsordnung durch die Umstellung von der Haushaltsunterlage-Bau zur Entscheidungsunterlage-Bau deutlich verkürzt.“
Weitere Informationen zur Entscheidungsunterlage Bau finden sich in den Gesetzesportalen des Bundes und der Länder, vor allem in der RBBau, insbesondere Abschnitt F.